# Geum gajewskii
Geum gajewskii är en rosväxtart som beskrevs av Smeikal. Geum gajewskii ingår i släktet nejlikrotsläktet, och familjen rosväxter. Inga underarter finns listade i Catalogue of Life.